# مارلين نيلسون
مارلين نيلسون (بالإنجليزية: Marilyn Nelson) هي كاتِبة وأستاذة مدرسة وكاتبة للأطفال ومترجمة وشاعرة أمريكية، ولدت في 26 أبريل 1946 في كليفلاند في الولايات المتحدة.

## وصلات خارجية
- الموقع الرسمي